# سكوت أوكسلي
سكوت أوكسلي (بالإنجليزية: Scott Oxley)‏ (22 نوفمبر 1976 في المملكة المتحدة - ) هو لاعب كرة قدم بريطاني في مركز جناح ‏. لعب مع نادي يورك سيتي وStocksbridge Park Steels F.C. ‏.